# Томм Мур
Томас «Томм» Мур (нар. 7 січня 1977 ) — ірландський кінорежисер, мультиплікатор, ілюстратор та художник коміксів. Він є співзасновником анімаційної студії «Cartoon Saloon» в місті Кілкенні в Ірландії. Його перші два повнометражні фільми, а саме «Таємниця абатства Келс» (2009), зроблений у співавторстві з Норою Тумі, та «Пісня моря» (2014), отримали гарні відгуки критиків та номінувалися на премію Оскар як кращі повнометражні анімаційні фільми.

## Дитинство і навчання
Мур, найстарший з чотирьох дітей, народився в Ньюрі, графство Даун, Північна Ірландія. Томм був іще маленький, коли його родина переїхала до Кілкенні, що в Республіці Ірландія, де його батько працював інженером. Підлітком Мур приєднався до організації «Молоді Ірландські Кінематографісти» в Кілкенні, де здобув свої перші знання та відчув пристрасть до кіно й анімації. По закінченні середньої школи St Kieran's College він вивчав класичну анімацію в Ballyfermot College of Further Education в Дубліні.

## Кар'єра
На останньому році навчання в коледжі, у 1998-му, Томм Мур разом з Полом Янгом та Норою Тумі заснували анімаційну студію Cartoon Saloon. Спочатку вони облаштували студію поруч з альма-матер Мура, «Молодими ірландськими кінематографістами», але скоро студія переросла це приміщення. Студією було створено телевізійний серіал «Скунс-Фу!».
Першим повнометражним мультиплікаційним фільмом Мура стала «Таємниця абатства Келс» (2009), яку він створив разом з Норою Тумі. Сценарій до нього написав Фабріс Жолковський за оповіданням Мура та Ейдана Харта. Фільм цей було створено спільно студіями Cartoon Saloon, Les Armateurs, Vivi Film and France 2 Cinéma. Фільм поєднує в собі мальовану та комп'ютерну анімацію, а події його відбуваються в Ірландії ІХ століття. Оповідь частково заснована на історії та легендах ранніх християн. Прем'єра відбулася 8 лютого 2009 року на Берлінському міжнародному кінофестивалі. 11 лютого фільм вийшов у широкий прокат у Бельгії та Франції, а 3 березня — в Ірландії. 2 лютого 2010 року було оголошено, що фільм подано на премію Оскар в номінації «Найкращий художній фільм».
У 2014 році Мур закінчив свій другий художній фільм під назвою «Пісня моря» (2014). Як і «Таємницю абатства Келс», цю стрічку створено засобами традиційної мультиплікації й засновано на ірландському фольклорі, зокрема на міфах про шелкі (люди-тюлені — здатні до теріантропії міфологічні істоти, вони перевтілюються з тюленів у людей, скидаючи шкіру). Стрічка мала великий успіх і теж була номінована на премію Оскар як найкращий анімаційний фільм.
Також у 2014 році Мур зрежисував епізод фільму «Пророк» з Россом Стюартом (продюсер Сальма Гаєк), створений за книгою поезії в прозі Халіля Джебрана «Пророк». Фільм складався з різних частин, кожна з яких мала власного режисера, а керував усією роботою режисер анімації Роджер Аллерс, вказаний в титрах як сценарист. Світова прем'єра обох фільмів Мура виробництва 2014 року відбулася на Міжнародному кінофестивалі в Торонто у 2014 році.
У листопаді 2015 року Мур оголосив у своєму блозі tumblr та на сторінці у Facebook, що його наступним мультиплікаційним фільмом, зробленим на студії Cartoon Saloon, стане «Wolfwalkers», котрий буде спільною режисерською роботою з Россом Стюартом.

### Комікси
Мур намалював два графічні романи ірландською мовою: «An Sclábhaí» («Раб», 2001 рік) та «An Teachtaire» («Посланець», 2003 рік), що розповідають історію святого Патрика (автор Colmán Ó Raghallaigh, видавництво Cló Mhaigh Eo). Він також створив двотомну графічну адаптацію «Таємниці абатства Келс», видану французькою мовою як Brendan et le secret de Kells.
Мур є племінником відомого співака й автора пісень Кірана Госса.

## Фільмографія

### Фільми
| Рік      | Назва                  | Режисер | Продюсер | Сценарій | Інший | Примітки                                |
| -------- | ---------------------- | ------- | -------- | -------- | ----- | --------------------------------------- |
| 2009 рік | Таємниця абатства Келс | Так     | Так      | Так      | Так   | Режисерський дебют. Дизайнер персонажів |
| 2014 рік | Пісня моря             | Так     | Так      | Так      |       |                                         |
| 2014 рік | Пророк Халіля Джебрана | Так     |          |          |       | Сегмент (про кохання)                   |
| 2017 рік | Хлібодавець            |         | Так      |          |       |                                         |
| 2020 рік | Вовча варта            | Так     | Так      |          |       |                                         |

### Телебачення
| Рік               | Назва                                                 | Продюсер | Інше | Примітки                        |
| ----------------- | ----------------------------------------------------- | -------- | ---- | ------------------------------- |
| 1999 рік          | Під деревом глоду (Under the Hawthorn Tree)           |          | Так  | Телефільм. Художник-постановник |
| 2015 — сьогодення | Тупикова скеля (Puffin Rock)                          | Так      |      | Також співавтор                 |
| 2015 рік          | Едді з Царства Вічності (Eddie of the Realms Eternal) | Так      |      |                                 |

## Нагороди та номінації
За «Таємницю абатства Келлс»
- 2008 р.: Премія Directors Finders в Ірландії[13] (перемога)
- 2009: Глядацький приз на Міжнародному фестивалі анімаційних фільмів в Аннесі (перемога)
- 2009: Глядацький приз на Едінбургському міжнародному кінофестивалі (перемога)
- 2009: Премія Роя Е. Діснея на Кінофестивалі 2D Or Not 2D в Сіетлі[14] (перемога)
- 2009: Премія міста Кечкемет на 6-му Фестивалі європейських художніх фільмів та телевізійних шоу[15] (перемога)
- 2009: Гран-прі за найкращий фільм на Міжнародному фестивалі анімаційних фільмів в Аннесі (номінація)
- 2009 р.: Найкращий анімаційний фільм на Європейській кінопремії (номінація)
- 2009: Премія Енні в категорії «Найкращий анімаційний фільм» (номінація)
- 2010: Премія за найкращу анімацію на 7-му Ірландському фестивалі кіно та телебачення[16] (перемога)
- 2010: Премія «Висхідна Зірка», спонсором якої є Bord Scannán na hÉireann / Ірландська кіноколегія, на 7-му Ірландському фестивалі кіно та телебачення (перемога)
- 2010: Премія в категорії «Європейський анімаційний художній фільм» на British Animation Awards[17] (перемога)
- 2010: Премія за найкращий фільм на Ірландському фестивалі кіно та телебачення (номінація)
- 2010: Премія Оскар в категорії «Найкращий художній фільм» (номінація)
- 2010: Премія Рубена Національного Товариства Мультиплікаторів в категорії «Художній анімаційний фільм» (номінація)

За «Пісню моря»
- 2014: Спеціальний приз журі на Міжнародному фестивалі Voix du Cinéma d'Animation, Порт-Лекат, Франція[18] (перемога)
- 2014: Премія Енні[19] в категорії «Режисура анімаційних фільмів» (номінація)
- 2014: Премія Енні в категорії «Найкращий анімаційний фільм» (номінація)
- 2014: Премія Енні в категорії «Дизайн персонажів для анімаційного фільму» з Марі Торог, Сандрою Андерсон та Розою Баллестер Кабо (номінація)
- 2015: Премія Оскар за найкращий анімаційний фільм (номінація)
- 2015: Премія Сезара за найкращий анімаційний фільм (номінація)
- 2015: Премія «Супутник» за найкращий анімаційний фільм (перемога)
- 2015: Премія за найкращий фільм на Ірландському фестивалі кіно та телебачення (перемога)
- 2015: Премія Рубена Національного Товариства Мультиплікаторів в категорії «Художній анімаційний фільм» (перемога)